# Trust - Fidati
Trust - Fidati (Trust) è un film del 1990 diretto da Hal Hartley.
Presentato nel 1991 al Sundance Film Festival, è stato candidato al Gran premio della giuria ed ha vinto il premio per la miglior sceneggiatura (Waldo Salt Screenwriting), scritta dallo stesso regista.

## Trama
Maria, una ragazza di sedici anni, rivela ai genitori di voler lasciare la scuola perché incinta di un suo coetaneo; suo padre, appresa la notizia, muore d'infarto per lo shock. Matthew è un radioperatore, tanto geniale ed intelligente quanto scontroso e ribelle; il suo carattere lo ha portato in molte occasioni a scontrarsi con il sadico padre e con i suoi datori di lavoro, perdendo o lasciando gli impieghi che occupava. Fuggiti di casa ed accomunati da un senso di oppressione e di solitudine, Maria e Matthew si incontrano, dando vita ad un rapporto platonico, basato sul rispetto e l'ammirazione, ma il carattere del ragazzo porterà ad entrambi diversi problemi che, invece di dividerli, li avvicineranno ancora di più.

## Produzione
Hal Hartley ha dichiarato di aver ideato questo film soprattutto per avere l'opportunità di lavorare nuovamente con Adrienne Shelly, dopo averla diretta ne L'incredibile verità. Trust è stato girato in soli 11 giorni a Long Island, con un limitatissimo budget di 70.000 dollari e con gran parte del cast, sia tecnico che artistico, del suo precedente film. Per la sceneggiatura di questa e di molte altre sue pellicole, il regista si è ispirato molto al cinema di Jean-Luc Godard, dando vita a quei dialoghi incisivi e scattanti che lo hanno reso uno dei cineasti più rinomati del cinema indipendente americano.

## Critica
- Il dizionario Morandini assegna al film tre stelle su cinque, elogiandone i dialoghi saettanti e la bravura del regista nel dirigire gli attori.[2][3]
- Anche il dizionario Farinotti gli assegna tre stelle su cinque.[4]